# Campeonato Sudamericano de Clubes Campeones 1984
El Campeonato Sudamericano de Clubes Campeones 1984 fue la vigésima segunda edición de lo que era el torneo más importante de clubes de baloncesto en Sudamérica.
Fue realizado en Sucre y Tarija.
El título de esta edición fue ganado por el Sírio (Brasil).

## Equipos participantes
| País             | Equipo               |
| ---------------- | -------------------- |
| Argentina 1 cupo | River Plate          |
| Bolivia 1 cupo   | UNPAYU               |
| Brasil 1 cupo    | Sírio                |
| Chile 1 cupo     | Universidad Católica |
| Ecuador 1 cupo   | Athletic Club        |
| Paraguay 1 cupo  | Sol de América       |
| Uruguay 1 cupo   | Bohemios             |